# Tour de Romandie 2012
66. edycja wyścigu kolarskiego Tour de Romandie odbyła się w dniach 24-29 kwietnia 2012 roku. Liczyła sześć etapów, o łącznym dystansie 695 km. Wyścig zaliczany jest do rankingu światowego UCI World Tour 2012.
W wyścigu z 1. numerem startowym stanął Australijczyk Cadel Evans z grupy BMC Racing Team, zwycięzca z 2011 roku. Wyścig ukończył on na 29. pozycji, tracąc do zwycięzcy 2' 07".
W wyścigu wystartowało czterech polskich zawodników: Maciej Bodnar (miejsce 89.), Maciej Paterski (miejsce 52.), Sylwester Szmyd (miejsce 7.) z Liquigas-Cannondale oraz Michał Kwiatkowski z Omega Pharma-Quick Step, który nie ukończył rywalizacji.

## Uczestnicy
Na starcie tego wyścigu stanęło 20 zawodowych ekip, osiemnaście drużyn jeżdżących w UCI World Tour 2012 i dwie profesjonalne ekipy zaproszone przez organizatorów z tzw. „dziką kartą”.
Lista drużyn uczestniczących w wyścigu:
| Numery | Kod | Zespół                  |
| ------ | --- | ----------------------- |
| 1-8    | BMC | BMC Racing Team         |
| 11-18  | OPQ | Omega Pharma-Quick Step |
| 21-28  | LIQ | Liquigas-Cannondale     |
| 31-38  | KAT | Team Katusha            |
| 41-48  | AST | Pro Team Astana         |
| 51-58  | GEC | GreenEDGE Cycling Team  |
| 61-68  | SKY | Sky Procycling          |
| 71-78  | RNT | RadioShack-Nissan-Trek  |
| 81-88  | RAB | Rabobank Cycling Team   |
| 91-98  | EUS | Euskaltel-Euskadi       |

| Numery  | Kod | Drużyna          |
| ------- | --- | ---------------- |
| 101-107 | LBT | Lotto-Belisol    |
| 111-118 | MOV | Team Movistar    |
| 121-128 | VCD | Vacansoleil-DCM  |
| 131-138 | GRM | Garmin-Barracuda |
| 141-148 | LAM | Lampre-ISD       |
| 151-158 | ALM | Ag2r-La Mondiale |
| 161-168 | FDJ | FDJ-BigMat       |
| 171-178 | SAX | Team Saxo Bank   |
| 181-188 | EUC | Team Europcar    |
| 191-198 | SAU | Saur-Sojasun     |

## Etapy
| Etap   | Data        | Start - Meta               | km    | Typ         | Zwycięzca etapu   | Lider             |
| ------ | ----------- | -------------------------- | ----- | ----------- | ----------------- | ----------------- |
| prolog | 24 kwietnia | Martigny                   | 3,34  | ITT         | Geraint Thomas    | Geraint Thomas    |
| 1.     | 25 kwietnia | Morges - La Chaux-de-Fonds | 184,5 | Pagórkowaty | Bradley Wiggins   | Bradley Wiggins   |
| 2.     | 26 kwietnia | Montbéliard - Moutier      | 149,1 | Pagórkowaty | Jonathan Hivert   | Bradley Wiggins   |
| 3.     | 27 kwietnia | La Neuveville - Charmey    | 157,6 | Pagórkowaty | Luis León Sánchez | Bradley Wiggins   |
| 4.     | 28 kwietnia | Bulle - Sion               | 184   | Górski      | Luis León Sánchez | Luis León Sánchez |
| 5.     | 29 kwietnia | Crans-Montana              | 16,5  | ITT         | Bradley Wiggins   | Bradley Wiggins   |

## Liderzy klasyfikacji po etapach
| Etap                 | Zwycięzca            | Klasyfikacja generalna | Klasyfikacja sprinterska | Klasyfikacja górska | Klasyfikacja młodzieżowa | Klasyfikacja drużynowa |
| -------------------- | -------------------- | ---------------------- | ------------------------ | ------------------- | ------------------------ | ---------------------- |
| P                    | Geraint Thomas       | Geraint Thomas         | —                        | —                   | Giacomo Nizzolo          | Sky Procycling         |
| 1                    | Bradley Wiggins      | Bradley Wiggins        | Stef Clement             | Fabrice Jeandesboz  | Andrew Talansky          | Sky Procycling         |
| 2                    | Jonathan Hivert      | Bradley Wiggins        | Stef Clement             | Lars Bak            | Andrew Talansky          | Sky Procycling         |
| 3                    | Luis León Sánchez    | Bradley Wiggins        | Gatis Smukulis           | Lars Bak            | Andrew Talansky          | Sky Procycling         |
| 4                    | Luis León Sánchez    | Luis León Sánchez      | Piotr Ignatienko         | Piotr Ignatienko    | Andrew Talansky          | Sky Procycling         |
| 5                    | Bradley Wiggins      | Bradley Wiggins        | Piotr Ignatienko         | Piotr Ignatienko    | Andrew Talansky          | Sky Procycling         |
| Klasyfikacja końcowa | Klasyfikacja końcowa | Bradley Wiggins        | Piotr Ignatienko         | Piotr Ignatienko    | Andrew Talansky          | Sky Procycling         |

## Końcowa klasyfikacja generalna
| M-ce | Imię i nazwisko   | Kraj              | Drużyna               | Czas        |
| ---- | ----------------- | ----------------- | --------------------- | ----------- |
| 1.   | Bradley Wiggins   | Wielka Brytania   | Sky Procycling        | 18h 05' 40” |
| 2.   | Andrew Talansky   | Stany Zjednoczone | Garmin-Barracuda      | + 18"       |
| 3.   | Rui Costa         | Portugalia        | Team Movistar         | + 36"       |
| 4.   | Richie Porte      | Australia         | Sky Procycling        | + 45"       |
| 5.   | Michael Rogers    | Australia         | Sky Procycling        | + 50"       |
| 6.   | Roman Kreuziger   | Czechy            | Pro Team Astana       | + 59"       |
| 7.   | Sylwester Szmyd   | Polska            | Liquigas-Cannondale   | + 1' 03”    |
| 8.   | Simon Špilak      | Słowenia          | Team Katusha          | + 1' 13"    |
| 9.   | Janez Brajkovič   | Słowenia          | Pro Team Astana       | + 1' 14”    |
| 10.  | Luis León Sánchez | Hiszpania         | Rabobank Cycling Team | + 1' 15”    |